# Åträsket (Överluleå socken, Norrbotten)
Åträsket är en sjö i Bodens kommun i Norrbotten och ingår i Luleälvens huvudavrinningsområde. Sjön har en area på 0,0607 kvadratkilometer och ligger 15 meter över havet. Sjön avvattnas av vattendraget Bodån (Flarkån).

## Delavrinningsområde
Åträsket ingår i det delavrinningsområde (732495-176733) som SMHI kallar för Ovan Edbäcken. Medelhöjden är 28 meter över havet och ytan är 16,48 kvadratkilometer. Räknas de 28 avrinningsområdena uppströms in blir den ackumulerade arean 277,72 kvadratkilometer. Bodån (Flarkån) som avvattnar avrinningsområdet har biflödesordning 2, vilket innebär att vattnet flödar genom totalt 2 vattendrag innan det når havet efter 47 kilometer. Avrinningsområdet består mestadels av skog (81 procent). Avrinningsområdet har 0,06 kvadratkilometer vattenytor vilket ger det en sjöprocent på 0,4 procent.